# Paco
Paco  è un nome proprio di persona spagnolo maschile.

## Origine e diffusione
Si tratta di un ipocoristico tipicamente spagnolo del nome Francisco; l'etimologia viene talvolta ricondotta all'epiteto latino pater comunitatis ("padre della comunità"), attribuito a san Francesco d'Assisi e spesso abbreviato in "PA.CO.", anche se la fondatezza di tale derivazione suscita qualche dubbio.
In alcuni casi "Paco" può anche costituire una forma abbreviata del nome Pacomio.

## Onomastico
Il nome Paco è adespota, e l'onomastico ricadrebbe il 1º novembre, giorno di Ognissanti. Può alternativamente essere festeggiato lo stesso giorno di Francesco, da cui deriva, cioè generalmente il 4 ottobre in memoria di san Francesco d'Assisi.

## Persone

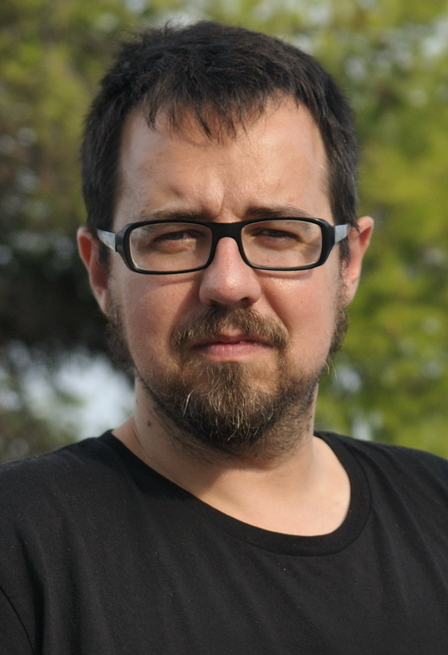
Paco Plaza

- Paco Alcázar, fumettista e musicista spagnolo
- Paco Casal, procuratore sportivo uruguaiano
- Paco D'Alcatraz, cantautore, attore e scrittore italiano
- Paco Desiato, fumettista italiano
- Paco Ibáñez, chitarrista, cantante e compositore spagnolo
- Paco Lanciano, fisico e divulgatore scientifico italiano
- Paco León, attore, regista e sceneggiatore spagnolo
- Paco Plaza, regista spagnolo
- Paco Tous, attore spagnolo

### Soprannome
- Paco Bienzobas (Francisco Bienzobas Ocáriz), calciatore e allenatore di calcio spagnolo
- Paco de Lucía (Francisco Sánchez Gómez), chitarrista spagnolo
- Paco Godia (Francisco Godia Sales), pilota di Formula 1 spagnolo
- Paco Lanciano (Pasquale Lanciano), fisico e divulgatore scientifico italiano
- Paco Rabanne (Francisco Rabaneda Cuervo), stilista spagnolo
- Paco Roca (Francisco José Martínez Roca), autore di fumetti spagnolo
- Paco Sedano (Francisco Sedano Antolin), giocatore di calcio a 5 spagnolo
- Paco Soares (Francisco Edvan Soares de Souza), calciatore brasiliano
- Paco Ignacio Taibo II (Francisco Ignacio Taibo Mahojo), scrittore spagnolo

## Il nome nelle arti
- Paco è un personaggio della serie animata Taco e Paco.
- Paco Miranda è un personaggio della serie televisiva Los hombres de Paco.
- Paco Ordoñez, più noto come "El Muerto", è un personaggio della serie di fumetti Tex.